# Győző Czigler

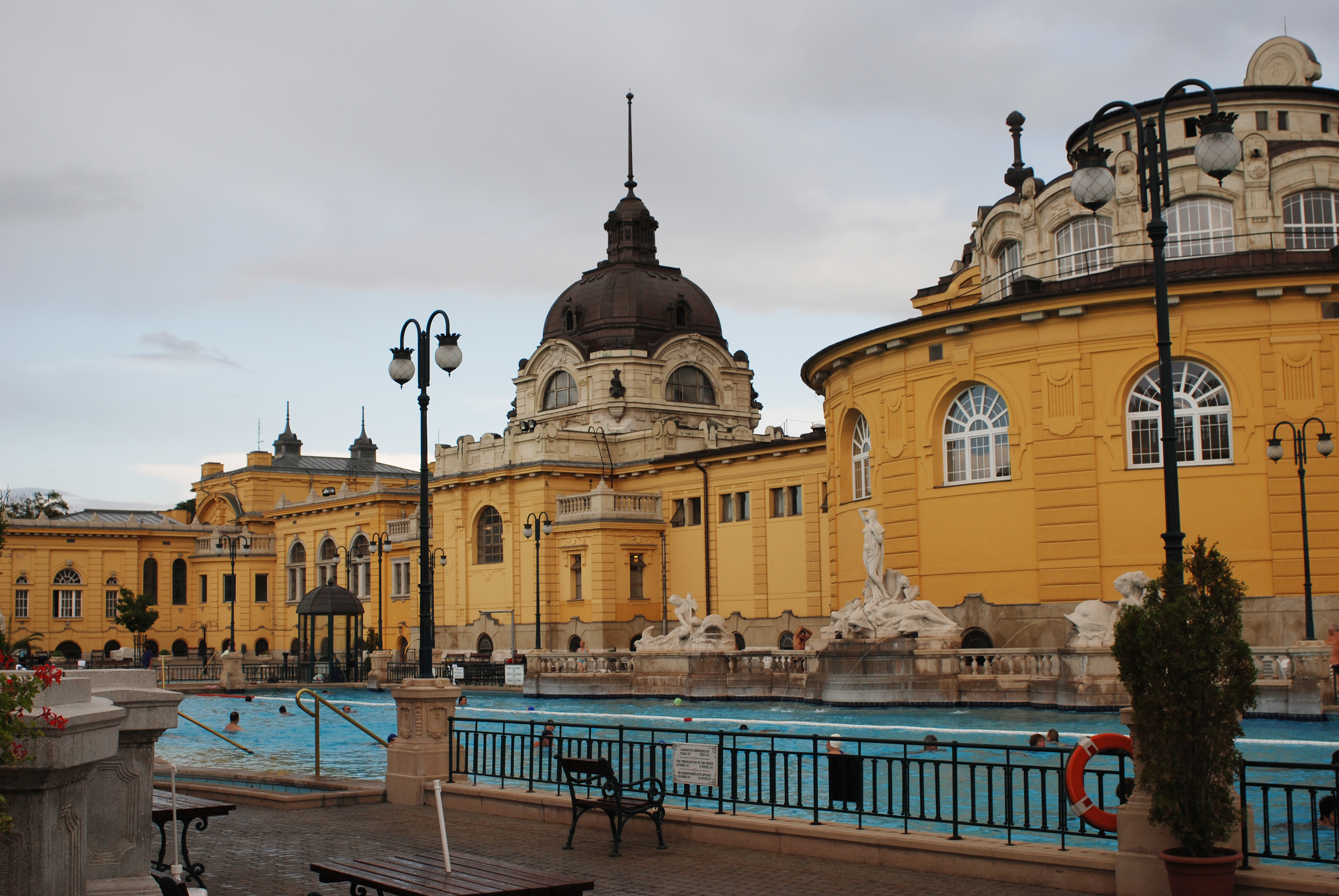
I Bagni Széchenyi di Budapest, fotografati nel 1913

Győző Czigler (Arad, 19 luglio 1850 – Budapest, 28 marzo 1905) è stato un architetto ungherese.

## Biografia
Proveniente da una famiglia di architetti da generazioni, Czigler studiò dapprima sotto la sua guida di suo padre Antal e in seguito sotto la guida di Theophil Hansen all'Università ungherese di belle arti. Successivamente proseguì gli studi all'estero in Germania, Inghilterra e Francia; viaggiò anche in Italia, Grecia e Turchia. Si stabilì a Budapest nel 1874, ove lavorò al ministero dei lavori pubblici. Nel 1878 ebbe la sua prima grande commissione: il palazzo Saxlehner su via Andrassy. Nel 1887 incominciò a insegnare all'Università tecnica di Budapest. Fra il 1894 e il 1900 fu presidente dell'Ordine degli Ingegneri e degli Architetti. Prese parte a numerose conferenze in patria e all'estero e fu autore di diversi articoli tecnici. Il suo stile architettonico fece riferimento all'eclettismo e al revivalismo e nell'ambito di queste correnti fu considerato conservatore.
Fra le sue opere più note vi sono i Bagni Széchenyi di Budapest e il Pazmaneum di Vienna.